# بيفرلي هيلز 90210
بيفرلي هيلز 90210 (بالإنجليزية: Beverly Hills, 90210)‏ هو مسلسل دراما تم إنتاجه في الولايات المتحدة. بدأ عرضه في سنة 1990. عرض على شبكة فوكس التلفزيونية. بلغ عدد مواسم المسلسل 10 مواسم، بلغ عدد حلقاته 293 حلقة، وتبلغ مدة الحلقة الواحدة 48 دقيقة. المسلسل من تأليف آرون سبيلنغ، تم بث المسلسل لأول مرة بتاريخ 4 أكتوبر 1990 بينما تم بث آخر حلقة منه بتاريخ 17 مايو 2000 بعد أن استمر لقرابة 10 أعوام. من بطولة شانين دوهيرتي، جيني جارث، إيان زيرنج، براين أوستن غرين، توري سبيلينغ، دجو تاتا، كاثلين روبيرتسون وتيفاني ثايسن. تم ترشيح المسلسل لجائزة جائزة الغولدن غلوب في فئة أفضل مسلسل تلفزيوني.

## روابط خارجية
- بيفرلي هيلز 90210 على موقع IMDb (الإنجليزية)
- بيفرلي هيلز 90210 على موقع ميتاكريتيك (الإنجليزية)
- بيفرلي هيلز 90210 على موقع الموسوعة البريطانية (الإنجليزية)
- بيفرلي هيلز 90210 على موقع روتن توميتوز (الإنجليزية)
- بيفرلي هيلز 90210 على موقع كينوبويسك (الروسية)
- بيفرلي هيلز 90210 على موقع ألو سيني (الفرنسية)
- بيفرلي هيلز 90210 على موقع قاعدة بيانات الفيلم (الإنجليزية)